# Jaroslav Hrabák
Jaroslav Hrabák (* 5. února 1981 Plzeň) je český lékařský mikrobiolog, vysokoškolský pedagog, vědec a včelař. Od roku 2014 je manažerem Biomedicínského centra Lékařské fakulty v Plzni Univerzity Karlovy. Je předsedou správní rady Středního odborného učiliště včelařského – Včelařského vzdělávacího centra, o.p.s., kde zároveň vyučuje v dálkové formě studia Včelař. Profesně se zabývá rezistencí gramnegativních bakterií na antibiotika a vývojem rychlých metod pro diagnostiku původců infekčních nemocí, především pomocí MALDI-TOF hmotnostní spektrometrie.

## Životopis
V letech 1999–2004 vystudoval obor Biomechanika a lékařské inženýrství na Fakultě aplikovaných věd Západočeské univerzity (Ing.). Následně pokračoval v doktorském studiu Lékařské mikrobiologie na Lékařské fakultě v Plzni Univerzity Karlovy, které ukončil v roce 2007 (Ph.D.). V roce 2014 se na 1. lékařské fakultě Univerzity Karlovy habilitoval v oboru Lékařská mikrobiologie. Dne 15. prosince 2020 jej prezident republiky jmenoval profesorem pro obor Lékařská imunologie a mikrobiologie po úspěšném jmenovacím řízení na Univerzitě Karlově.
Mezi roky 2012–2015 byl místopředsedou Českého svazu včelařů. Od roku 2012 je předsedou správní rady Středního odborného učiliště včelařského – Včelařského vzdělávacího centra, o.p.s. v Nasavrkách, kde rovněž vyučuje předměty Včelí produkty, Chov matek a Biologie včely medonosné v dálkové formě učebního oboru 41-51-H/02 Včelař.
Profesně se zabývá výzkumem klinicky významné antibiotické rezistence u gramnegativních bakterií, především řádu Enterobacterales a rodu Pseudomonas spp. Věnuje se hlavně molekulární epidemiologii a diagnostice β-laktamáz a jejich podskupině, karbapenemázám. Mezi jeho další odborné zájmy patří vývoj metod pro včasnou diagnostiku infekčních agens na principu MALDI-TOF hmotnostní spektrometrie.

## Ceny a ocenění
- Cena Neuron pro mladé vědce za rok 2015 – medicína[6]
- Cena města Plzně (2015)[7]